# Salame all'aglio della Val Rendena
Il salame all'aglio della Val Rendena (salam da l'ai in dialetto trentino) è un salume italiano, tipico della Val Rendena, in provincia di Trento, riconosciuto come prodotto agroalimentare tradizionale.

## Storia
Il salam da l'ai viene prodotto sin dal XIX secolo.

## Preparazione
Per realizzare il salame all'aglio vengono utilizzati tagli scelti di carne di maiale macinati con una macchina con fori da 6 mm. La carne viene poi aromatizzata con pepe nero, sale, aglio tritato, potassio nitrato e acido L-ascorbico. La mescolatura avviene a macchina per 5 minuti, oppure a mano. L'impasto viene poi insaccato in budello naturale bovino con diametro 6-6,5 cm, legato e forato per facilitare la fuoriuscita dell'aria.
Segue poi una complessa stagionatura: dapprima affronta una fase di asciugatura per due giorni a freddo, poi a caldo - con temperatura via via calante - per altri sette giorni; successivamente avviene la stagionatura vera e propria per 30 - 60 giorni.
È simile al salame all'aglio di Caderzone, anch'esso prodotto in val Rendena, che ha una pezzatura simile, ma si differenziano per la modalità di produzione e di stagionatura, oltreché per i diversi quantitativi utilizzati di pepe nero (maggiore nel salame della Val Rendena) e di aglio (maggiore nel salame di Caderzone).